# St.-Micheln-Kirche (Mücheln)

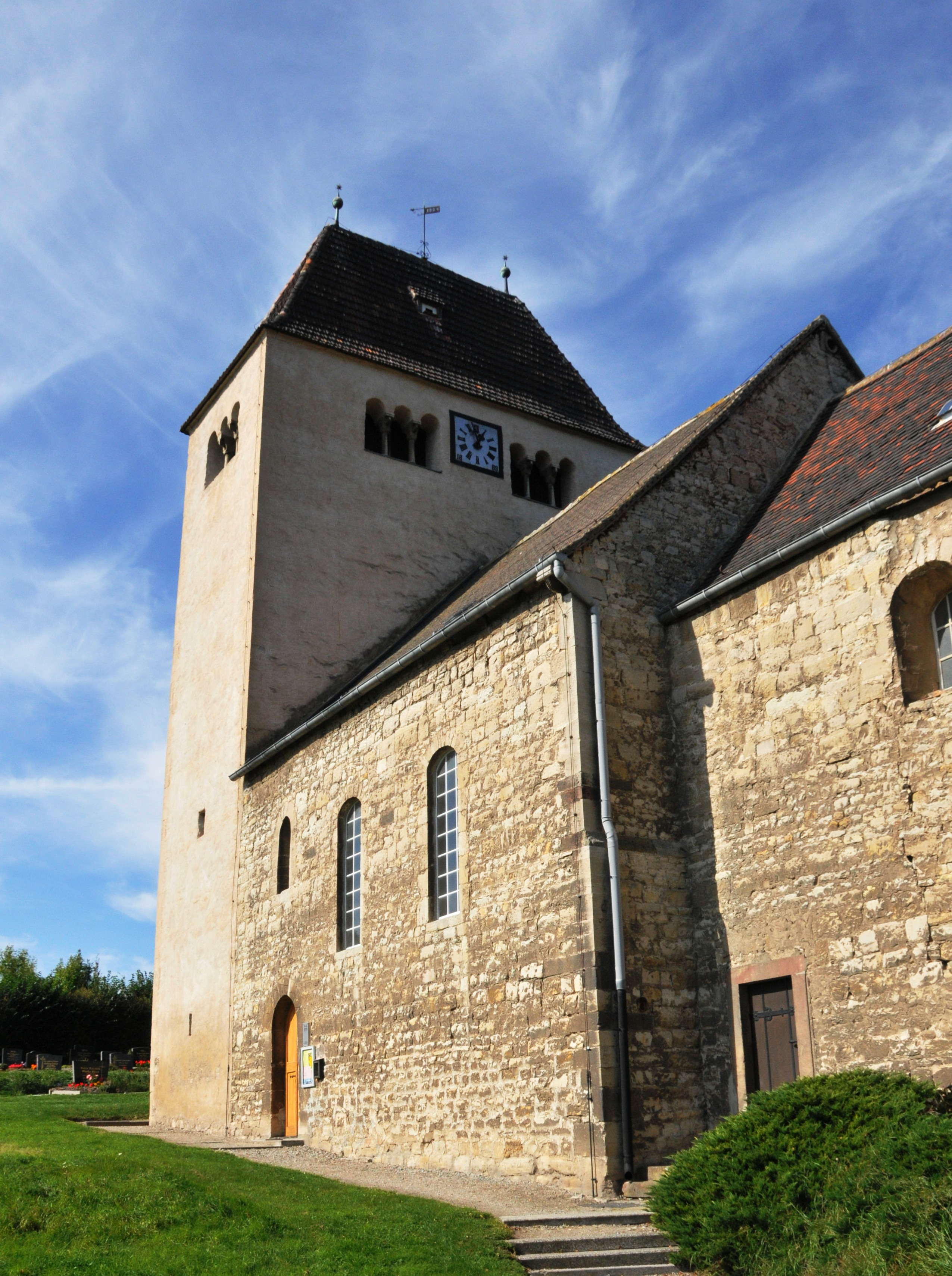
Mücheln, St.-Micheln-Kirche, Südseite mit Rundbogenpforte und -fenster

Die Kirche St. Micheln befindet sich in exponierter Lage am Westrand des Ortsteiles Sankt Micheln der Stadt Mücheln im Saalekreis, Sachsen-Anhalt. Sie gehört zum Pfarramt Mücheln im Kirchenkreis Merseburg der Evangelischen Kirche in Mitteldeutschland.

## Allgemeines
Patron der Kirche ist der Erzengel Michael. Seit dem 2. November 2017 ist die Kirche als 88. Kirche in das Straßenverzeichnis Straße der Romanik aufgenommen wurden. Im Ort befindet sich die Quelle des Flüsschens Geisel, die als eine der stärksten Quellen in Mitteldeutschland galt, daher wird am Ort ein Quellheiligtum vermutet.

## Geschichte
Die erste urkundliche Erwähnung der Kirche erfolgte im 12. Jahrhundert. Die Gründung der Kirche soll 1128 durch den Bischof Otto von Bamberg aus dem Stift St. Michael erfolgt sein. Charakteristisch für den romanischen Baustil ist die Rundbogenpforte mit einem darüber angeordneten Rundbogenfenster.
Der Kirchturm trägt eine große Glocke von 1481, die älteste Glocke der Müchelner Kirchen. Der Taufstein der Kirche stammt aus der ehemaligen Dorfkirche Möckerling und eine der Türen aus der ehemaligen Dorfkirche Zorbaus. Beide Kirchen wurden durch die Ausweitung des Tagesbaues abgerissen.

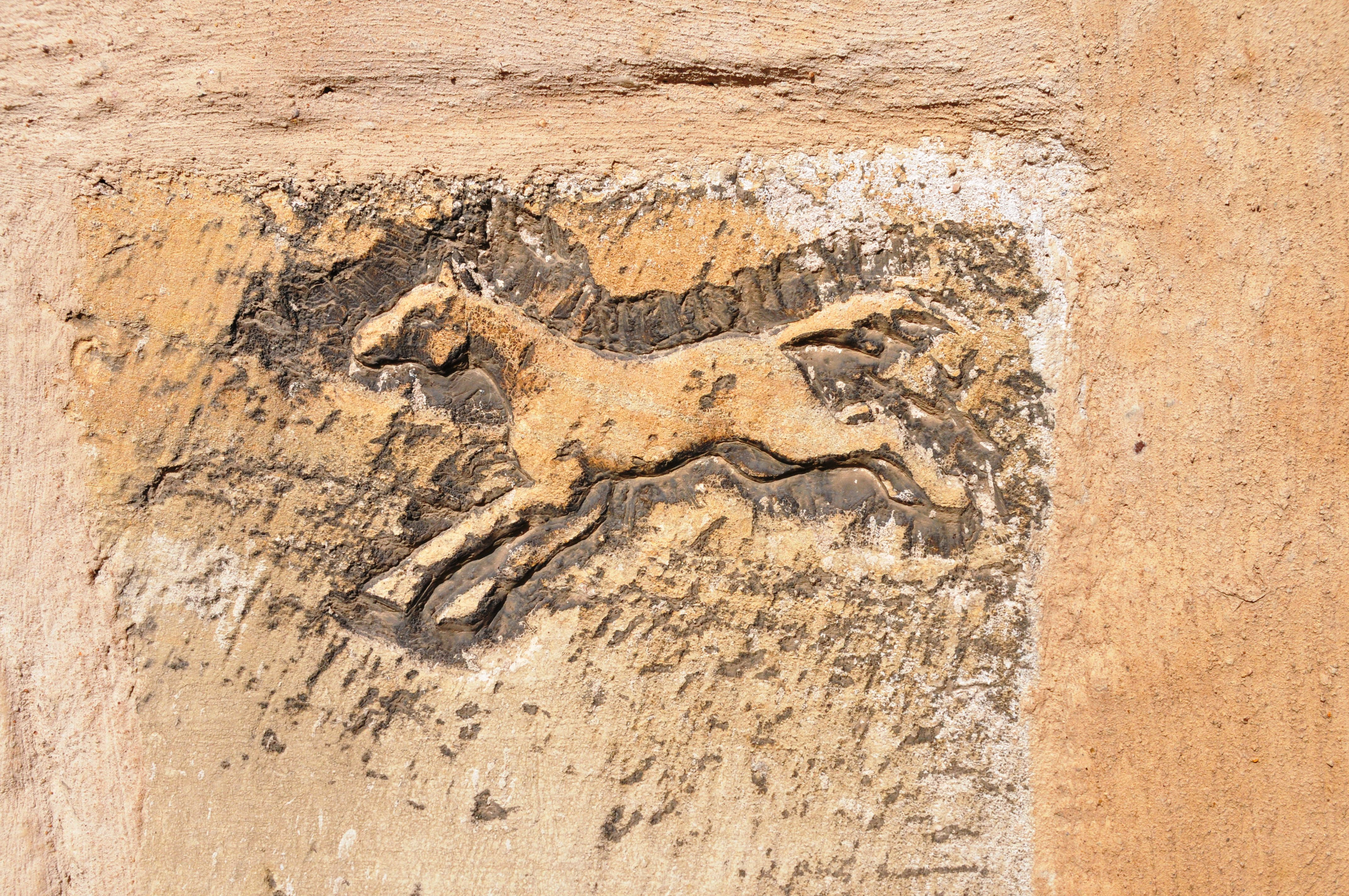
Eckquader mit Pferdedarstellung

Ein Eckquaderstein an der Südwestecke zeigt einen Schriftzug sowie die Darstellung eines Pferdes. Der Ostgiebel des Chores trägt ein vierspeichiges Radkreuz.
Pferdedarstellung und Radkreuz werden mit einer vorgeschichtlichen Kultstätte in Verbindung gebracht.